# Дитер II Кемерер фон Вормс
Дитер II Кемерер фон Вормс (на немски: Dieter II Kämmerer von Worms; † 23 септември 1398) от род „Кемерер фон Вормс“ е управител на Вормс, кмет на град Вормс (1387 г.).
Той е син на Дитер I Кемерер фон Вормс († 23 юли 1371) и съпругата му Катарина фон Шарфенщайн († 8 юли 1351), дъщеря на Клаус фон Шарфенщайн и Неза Залман цум Зилберберг. Внук е на Йохан III Кемерер фон Вормс-Валдек, господар на замък Далберг († 1350) и Юлиана Боос фон Валдек († сл. 1334). Племенник е на Винанд I Кемерер († 1365).
Сестра му Катарина Кемерер фон Вормс се омъжва пр. 2 юни 1385 г. за Контц (Дитер?) Ландшад фон Щайнах.

## Фамилия
Дитер II Кемерер фон Вормс се жени пр. 2 юни 1385 г. за Гуда Ландшад фон Щайнах († 16 септември 1403), дъщеря на Конрад I Ландшад фон Щайнах († 1377) и Маргарета фон Хиршхорн († 1393). Те имат две дъщери:
- Катарина Кемерер фон Вормс († 22 юни 1422), омъжена пр. 22 юни 1404. г. за Фридрих III фон Флекенщайн, Дагщул, Маденбург, управител в Долен Елзас († 2 юли 1431 в битката при Булгневил), син на Хайнрих XI фон Флекенщайн, Дагщул († 1420) и Йохана фом Хауз-Изенхайм († сл. 1378)
- Елизабет Кемерер фон Вормс-Далберг († 1452), омъжена за Улрих II фон Бикенбах († 4 юни 1461), господар на Клингенберг, син на Конрад V фон Бикенбах († 1393) и Маргарета фон Вайлнау († 1390)
- Дитер IV Кемерер фон Вормс (* ок. 1385; † 12 март 1458 или 12 март 1453), женен три пъти.[4]